# 레이드: 첫 번째 습격
《레이드: 첫 번째 습격》(인도네시아어: Serbuan Maut, 영어: The Raid: Redemption)은 2011년 공개된 인도네시아의 액션 영화이다. 20명의 인도네시아 스와트 특공대가 불법 마약 갱단의 보스인 타마(레이 사헤타피)를 생포하려는 내용이다.

## 출연

### 주연
- 이코 우웨이스
- 야얀 루히안

### 조연
- 도니 알람시아
- 아난다 조지
- 피에리 그루노
- 조 타슬림
- 레이 사헤타피

## 기타
- 미술: 토미 드위 세티얀토
- 무술감독: 야얀 루히안